# Télécommunications aux Îles Marshall
Les télécommunications aux Îles Marshall désignent l'ensemble des moyens et infrastructures de télécommunication disponibles aux Îles Marshall. Étant un pays entièrement insulaire, composé de plusieurs îles, les télécommunications sont un monopole d'État assuré par la Marshall Islands National Telecommunications Authority (NTA). Les moyens disponibles sont notamment un système postal assuré par le United States Postal Service, un accès internet à domicile dans les atolls de Majuro et de Kwajalein, et des accès mobiles et satellites dans les atolls éloignés.

## Système postal
En raison de l'histoire des Îles Marshall, notamment la période où le pays était un territoire sous tutelle des îles du Pacifique puis avec le traité de libre-association, le United States Postal Service continue d'assurer la réception et l'envoi de courriers et colis à l'international, par avion et par bateau. Les Îles Marshall n'ont pas de système d'adresse, et la distribution du courrier est assurée par des boîtes postales.

## Internet

Carte des télécommunications aux Îles Marshall

L'accès internet aux Îles Marshall est assuré par le câble sous-marin haut-débit HANTRU-1, qui partant de Guam dessert les États fédérés de Micronésie et les Îles Marshall. Le pays compte des accès par fibre optique, par câble coaxial mais aussi par satellite.

### Accès par câble et fibre
Les deux atolls de Majuro et de Kwajalein disposent d'un accès internet jusqu'au domicile par câble et depuis 2010 par fibre. Un réseau de téléphonie mobile, en 3G ou en 4G, est également disponible dans les atolls de Majuro, Kwajalein, Jaluit, Kili, Wotje, Arno et Enewetak.

### Accès par DAMA
La quasi-totalité des atolls habités n'ayant pas accès à un réseau à domicile disposent d'un accès à internet par satellite utilisant la technologie du Demand Assigned Multiple Access (en) (DAMA). Cette technologie est utilisable quand peu d’utilisateurs utilisent des télécommunications en même temps, ce qui est le cas dans les atolls peu peuplés des Îles Marshall. Elle permet à un utilisateur d’utiliser une télécommunication par satellite comme moyen pour téléphoner, faxer ou accéder à internet. Utilisée dans 18 îles et atolls sur les 25 habités du pays, il s’agit de la méthode la plus répandue dans les territoires périphériques.

### Accès par radio
Les atolls de Rongelap et Jabat ne disposent pas en 2017 de l'accès DAMA, dans ce cas les communications sont assurées par radio et donc très limitées.

## Enjeux

### Capacité du réseau
Fin 2021, le réseau de télécommunication internet mobile en 4G atteint un seuil de saturation provoquant des ralentissements de l'accès à internet dans l'atoll-capitale de Majuro, en raison d'un trop grand nombre d'utilisateurs pour la capacité de l'infrastructure existante. La NTA annonce mettre en place de nouvelles antennes et rechercher des emplacements disponibles en hauteur afin de renforcer la capacité du réseau.

### Privatisation
En 2021, la Banque mondiale demande au gouvernement des Îles Marshall de privatiser les télécommunications afin d'aider à leur développement. Le constat est fait par le Ministry of Finance, Banking and Postal Service d'un vieillissement de l'infrastructure occasionnant des pannes et un accès lent à internet. Le directeur de la NTA, Tommy Kijiner, dénonce le rapport de la Banque mondiale en indiquant que Majuro et Ebeye, lieux de vie de la majorité des Marshallais, étaient bien desservis en réseau et qu'en outre le calcul d'un ratio du nombre d'abonnements à internet par 1 000 habitants ne prenait pas en compte les arrangements entre familles de ne payer qu'un seul accès pour l'ensemble de ses membres.